# Dermot Byrne
Dermot Byrne is een Ierse traditionele accordeonist afkomstig uit Buncrana (County Donegal). Hij leerde de muziek van zijn vader Tómas O Beirn uit de Gaeltacht van Teileann. Hij was gast op twee opnames van Altan, "The Red Crow" en "Island Angel", voordat hij in 1994 bij deze band kwam.
Dermot ontmoette in zijn jeugd veel van de oude vioolspelers van Donegal. Dat waren de legendarische John Doherty, Con Cassidy, James Byrne, Tommy Peoples, Danny Meehan en anderen. Ze maakten een grote indruk op de jonge Dermot, die later in een unieke stijl de knop-accordeon zou gaan bespelen. Dermot had gastoptredens en werkte samen met veel bekende muzikanten, waaronder Seamus McGuire en Manus McGuire, Sharon Shannon, Frankie Gavin, Pierre Schryer, Tim O'Brien en de jazzviolist Stephane Grappelli.
In 2000 trouwde hij met de zangeres en violiste van Altan Mairéad Ní Mhaonaigh maar gingen in goede harmonie weer uit elkaar in 2007. Zij hebben samen een dochter.
Byrne moet niet worden verward met de in Dublin geboren gitarist, harmonicaspeler en blueszanger Dermot Byrne.

## Discografie
Solo
- Dermot Byrne

Met Altan
- The Red Crow 1990
- Island Angel 1993
- Runaway Sunday 1997
- Another Sky 2000
- Blackwater 1997
- The Blue Idol 2002
- Altan's Finest 2007

Met anderen
- Maeve Donnelly (solo-album)
- Floriane Blancke